# Zulmiro de Almeida
Zulmiro Rodrigues de Almeida (Porto, 12 de Junho de 1932 — Paris, 1 de Fevereiro de 1975) foi um médico, professor, investigador, humanista e resistente ao regime salazarista português.

## Biografia
Formou-se na Faculdade de Medicina da Universidade do Porto, onde foi, posteriormente, professor assistente. Especializou-se em psiquiatria. Viveu em Paris, Argel e Londres - cidade onde estudou enquanto bolseiro e investigador da Fundação Calouste Gulbenkian.
Prestou apoio em momentos críticos e ofereceu abrigo e ajuda a opositores da ditadura do Estado Novo, que procuravam restituir a Liberdade à República Portuguesa, tais como o General Humberto Delgado e Mário Soares, quando estes se encontravam no exílio.
Trabalhou em diversas instituições entre as quais o Hospital Psiquiátrico do Porto (Hospital Conde de Ferreira), o Hospital de Orão, a Clínica Ermitage e o Hospital de Villejuif. Foi director do Hospital Psiquiátrico de La-Queue-En-Brie, em Paris.
Foi casado com Marta de Almeida, também investigadora portuguesa em fertilidade humana, que recebeu a comenda da Ordem do Infante D. Henrique em 1984 como reconhecimento pelo seu trabalho científico e pelo auxílio prestado ao lado de Zulmiro aos emigrantes portugueses em França no tempo do Estado Novo.
Publicou diversos artigos científicos sobre psiquiatria, focando temas como a saúde de quem migra, que são ainda hoje citados em artigos de investigação médica.